# 7eventy 5ive
7eventy 5ive is een Amerikaanse film uit 2007 van regisseurs Brian Hooks en Deon Taylor.

## Verhaal
Op de University of Dreyskil heeft een groep studenten een spel bedacht waarbij willekeurige mensen opgebeld worden om hen gedurende 75 seconden zoveel mogelijk te laten schrikken. Tijdens het eindejaarsfeest in een afgelegen huis in de bergen wordt de verkeerde persoon aan het schrikken gemaakt.

## Rolbezetting
- Brian Hooks als Marcus
- Antwon Tanner als Kareem
- Cherie Johnson als Roxy
- Wil Horneff als Scott
- Germán Legarreta als Shawn
- Aimee Garcia als Jody
- Judy Tylor als Karina
- Jonathan Chase als Brandon
- Austin Basis als Crazy Cal
- Denyce Lawton als Anna
- Rutger Hauer als rechercheur John Criton
- Gwendoline Yeo als rechercheur Ann Hastings